# Зап'ястковий тунель
Зап'ястковий тунель або зап'ястковий канал (лат. canalis carpi) — прохід на долонній стороні зап'ястя, який з'єднує передпліччя з кистю.
Тунель обмежений кістками зап'ястя та згиначем сітківки від сполучної тканини. Зазвичай через неї проходить кілька сухожиль із групи згиначів м'язів передпліччя та серединного нерва. Описані випадки виникнення змінної серединної артерії.
Канал вузький, і коли будь-яка з дев'яти довгих сухожиль згиначів, що проходять через нього, набрякає або вироджується, звуження каналу може призвести до того, що серединний нерв захоплюється або стискається, що є загальним захворюванням, відомим як синдром зап'ястного тунелю.

## Структура

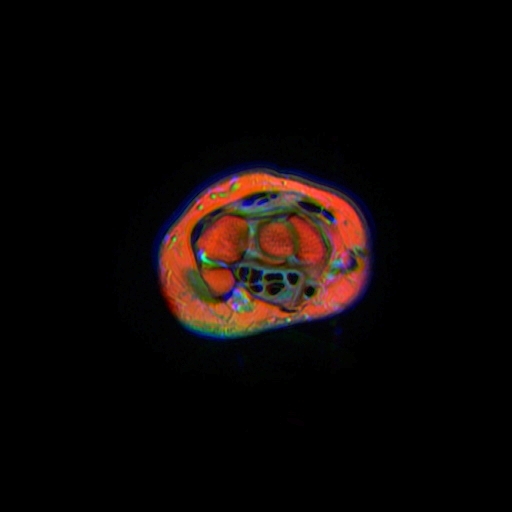
Зап'ястковий тунель, як видно на МРТ

Зап'ясткові кістки, що складають зап'ястя, утворюють дугу, яка опукла на тильній стороні кисті й увігнута на долонній стороні. Борозенка з долонної сторони, sulcus carpi, покрита утримувачем згиначів (flexor retinaculum), оболонкою з жорсткої сполучної тканини, утворюючи таким чином зап'ястковий тунель. Збоку від променевої кістки згинач сітківки прикріплений до лопаткової кістки, точніше її горбка, а також хребта трапеції. На ліктьовій стороні він прикріплений до горохоподібної кістки і гачкуватої кістки.
Найвужча ділянка тунелю розташована на сантиметр від середньої лінії дистального ряду зап'ясткових кісток, де площа перетину обмежена 1,6 см².
Сухожилля згинача пальців поверхневого та профундуса проходять через загальну ліктьову оболонку, тоді як сухожилля довгого згинача проходить через окрему променеву оболонку. Мезосухожилля, яким діляться ці сухожилля, прикріплюється до променевої та долонної стінок зап'ястного тунелю.
Поверхневіше до зап'ястного тунелю та утримувача згиначів розташовані ліктьова артерія та ліктьовий нерв, що проходять через ліктьовий тунель/канал Гюйона.

## Функція

Поперечний розріз через зап'ястя і зап'ястя ; долоня знаходиться вгорі (зап'ястний тунель не позначений, але видно в центрі)

Через кистьовий тунель проходить десять структур, більшість із яких — сухожилля згиначів (не самі м'язи):
- flexor digitorum profundus (чотири сухожилля)
- flexor digitorum superficialis (чотири сухожилля)
- flexor pollicis longus (одне сухожилля)
- Серединний нерв між сухожиллями прогину пальця згинача і згиначем пальців поверхневого

Часто помилково зазначається, що променевий згинач зап'ястка (одне сухожилля) рухається всередині зап'ястного тунелю. Точніше, він переміщається всередині волокон утримувача згиначів, який утворює дах зап'ястного тунелю, але не проходить всередині самого тунелю.

### Ефект рухів зап'ястя
Рухи в зап'ясті впливають на форму і ширину зап'ястного тунелю. Ширина значно зменшується під час нормального діапазону рухів зап'ястя, а оскільки зап'ясткові кістки рухаються по відношенню один до одного при кожному русі руки, кісткові стінки тунелю не є жорсткими. І згинання, і розгинання збільшують компресію в зап'ястному тунелі.
- Згинання зап'ястя змушує утримувач згиначів наближатися до радіуса, що значно зменшує переріз проксимального отвору тунелю. Крім того, дистальний кінець головки тисне в отвір.
- При крайньому розтягуванні півмісяцева кістка стискає прохід під час натискання до внутрішньої частини тунелю.[1]

## Клінічне значення

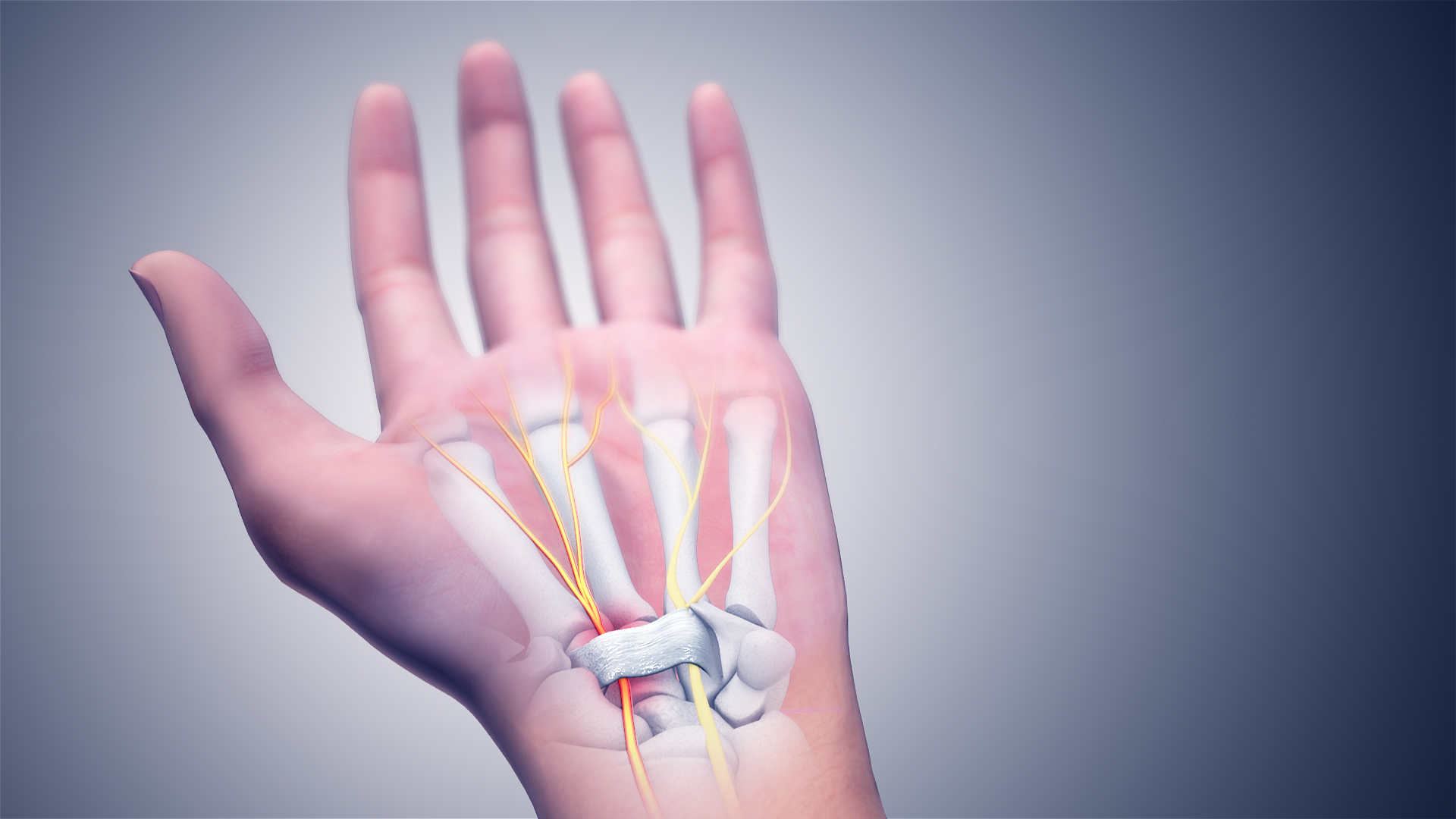
3D медична анімація синдрому зап'ястного тунелю

Зап'ястково-тунельний синдром — це синдром, що характеризується поколюванням печіння та болем (голка, штифт) у ході серединного нерва, особливо над зовнішніми пальцями та випромінюванням руки вгору, що спричинене стисненням вмісту зап'ястного каналу. Це пов'язано з повторним вживанням, ревматоїдним артритом та низкою інших станів. Це можна виявити за допомогою знака Тінеля та маневру Фалена. Його можна лікувати без хірургічного втручання за допомогою шинування та/або ін'єкції кортикостероїдів, хоча остаточне лікування часто вимагає хірургічного поділу згинального сітківки, який утворює дах зап'ястного тунелю. Симптоми зап'ястного каналу іноді можуть бути викликані напруженими м'язами в області шиї та плеча.

## Додаткові зображення

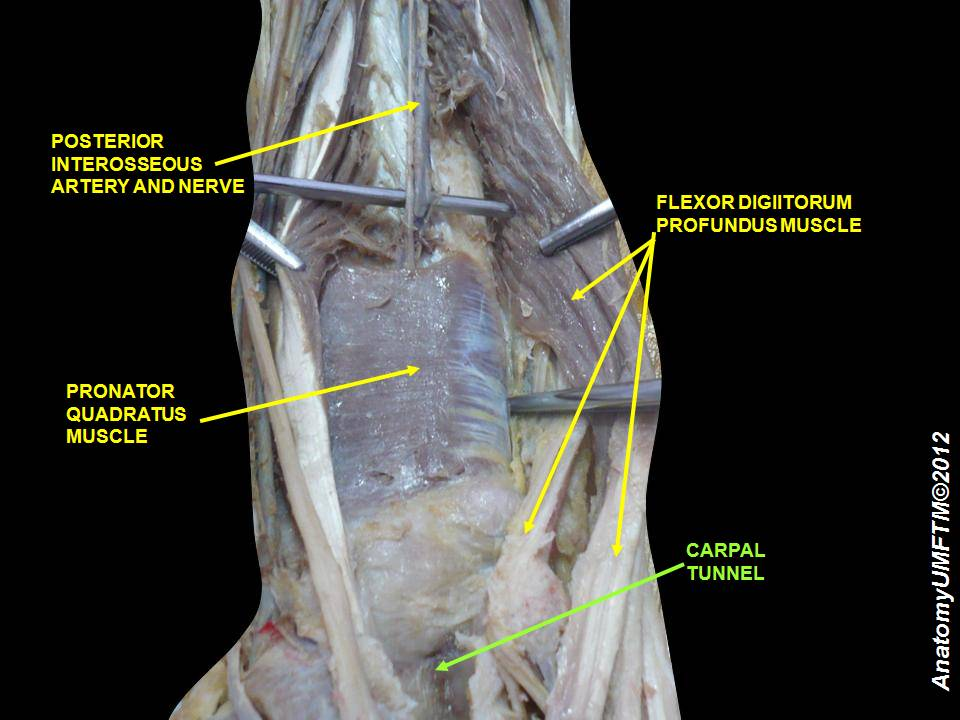
Канал зап'ястя
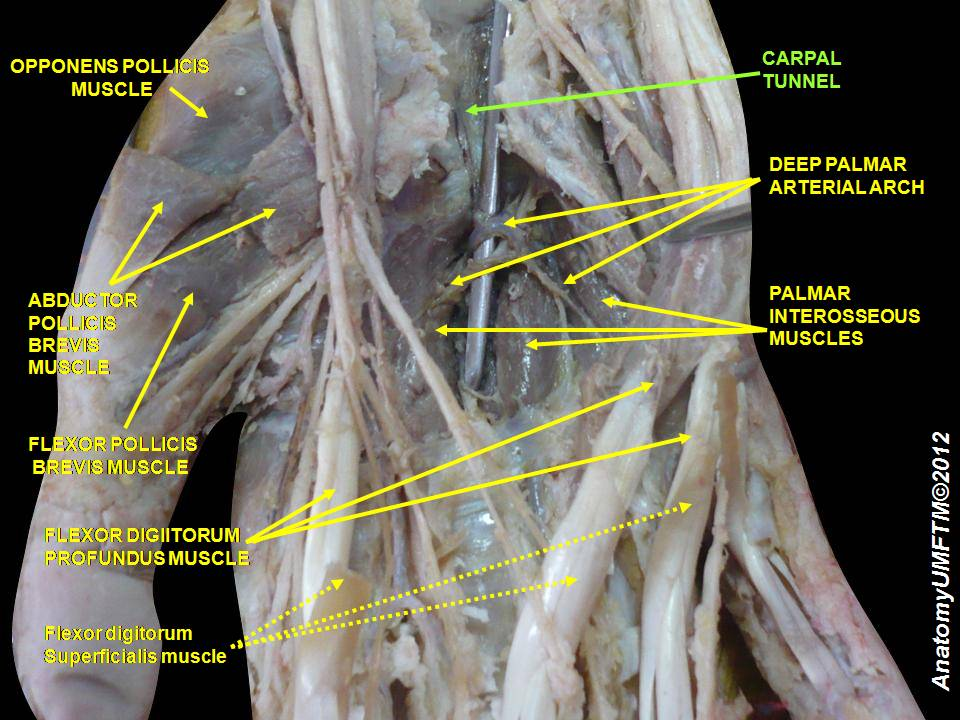
Канал зап'ястя
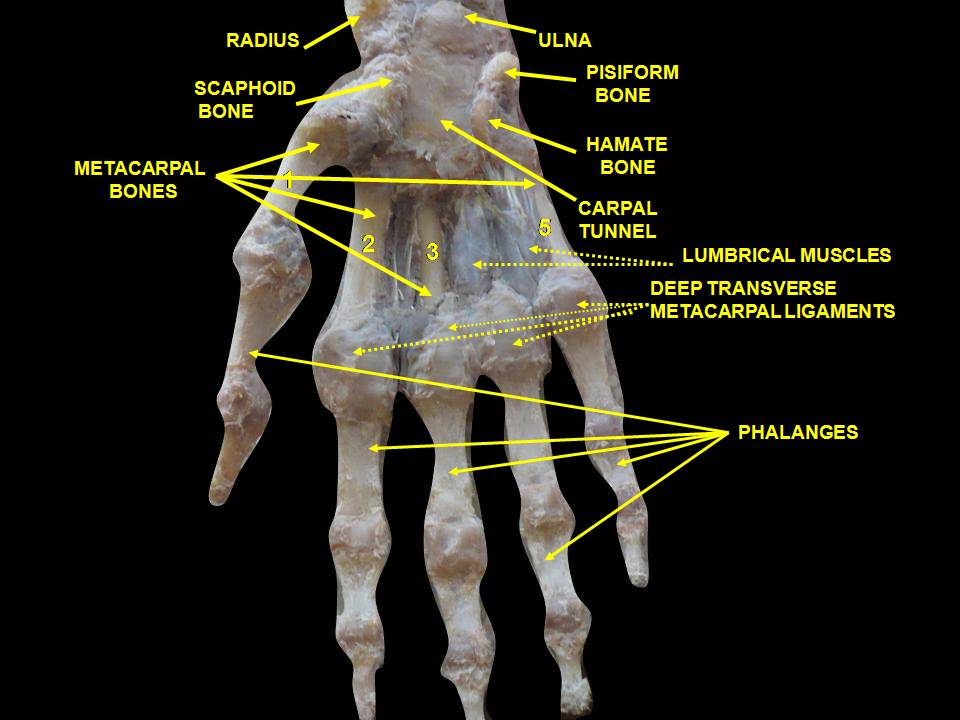
Зап'ястковий суглоб. Глибоке розсічення. Вигляд з боку долоні.
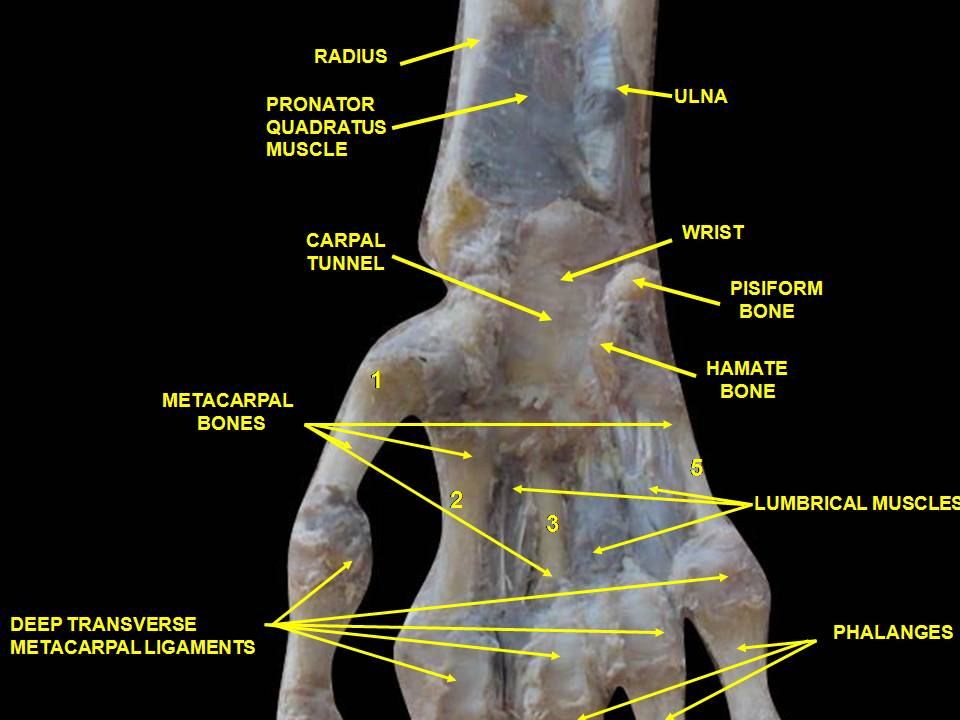
Зап'ястковий суглоб. Глибоке розсічення. Вигляд з боку долоні.
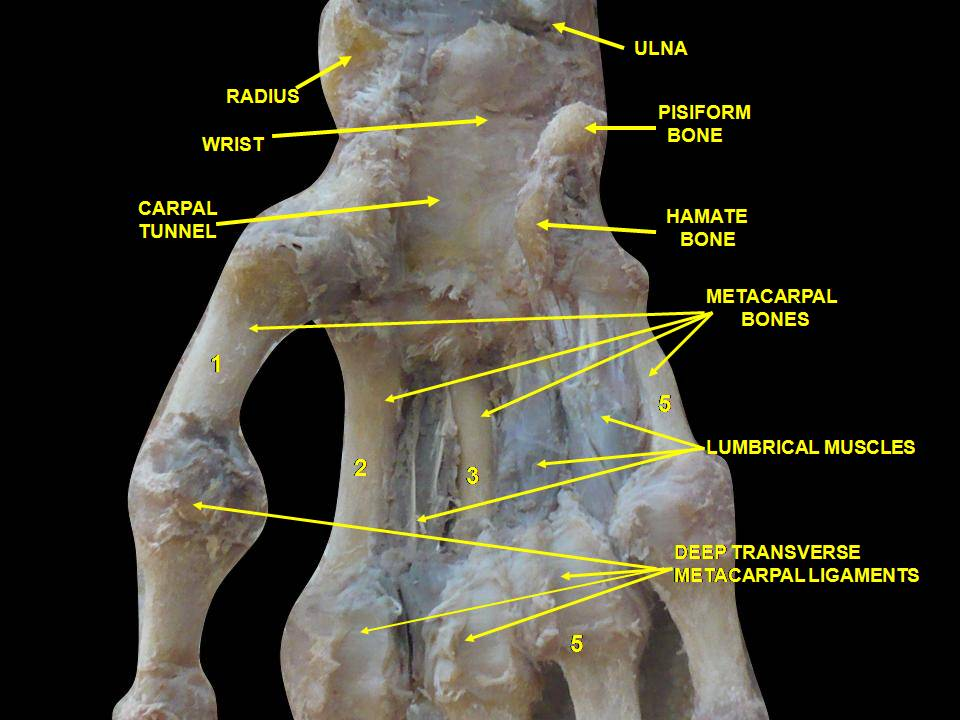
Зап'ястковий суглоб. Глибоке розсічення. Вигляд з боку долоні.
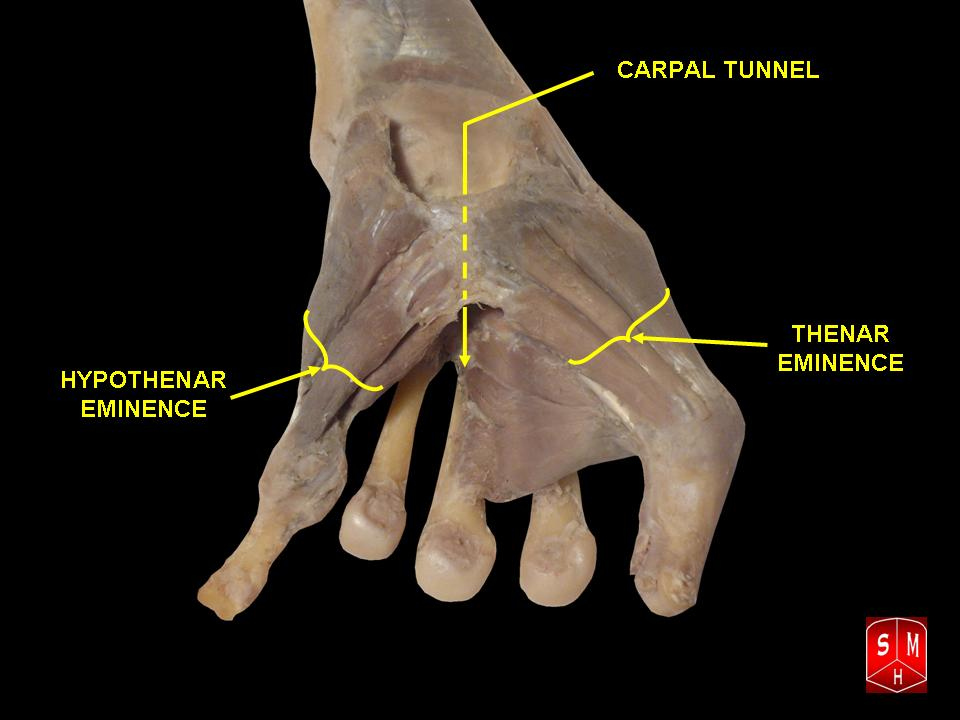
Зап’ястковий тунель та тенарні та гіпотенарні височини
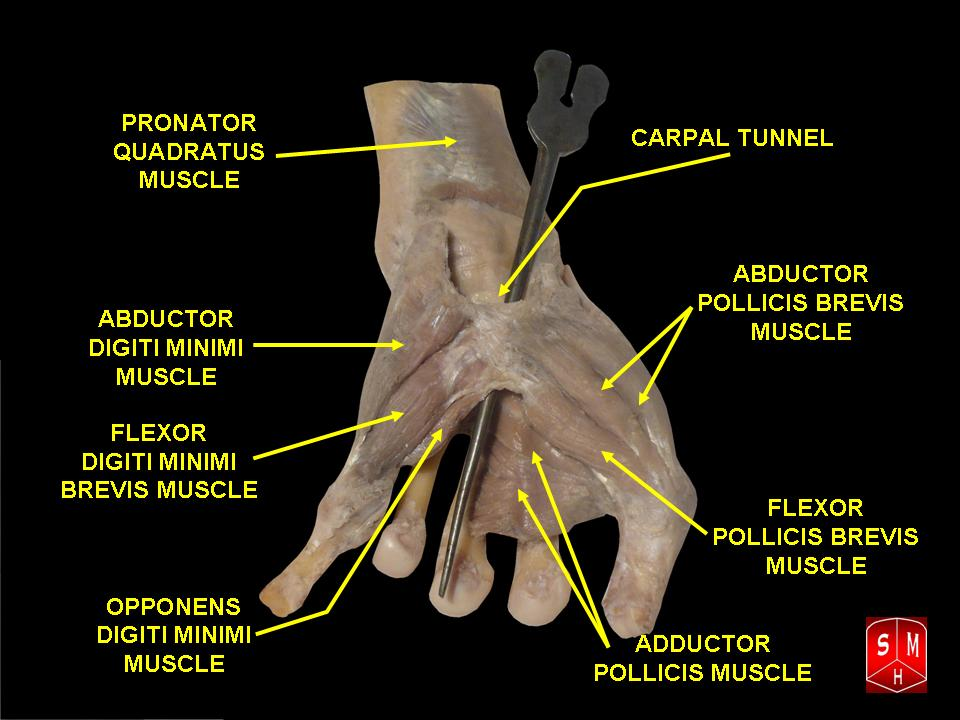
Канал зап'ястя